# Гашим
«Гашим» — радянський художній фільм-драма 1929 року, знятий режисерами Павлом Фоляном і Степаном Манукяном на кіностудії «Вірменкіно». Фільм не зберігся.

## Сюжет
Головний герой — азербайджанський солдат Гашимов, опинившись в більшовицької в'язниці у Вірменії, починає розуміти, що його вороги не вірмени, а багаті люди, які налаштовують один проти одного вірмен і азербайджанців.

## У ролях
- Тигран Айвазян — головна роль
- Тетяна Акопян — другорядна роль
- Валентин Вартанян — другорядна роль
- Армен Гулакян — другорядна роль
- Арменак Даніелян — другорядна роль
- Степан Демурян — другорядна роль
- Артавазд Кефчіян — другорядна роль
- Амасій Мартиросян — другорядна роль
- Грачья Нерсесян — другорядна роль
- Арша Ованесова — другорядна роль
- Г. Севачерян — другорядна роль

## Знімальна група
- Сценарист — Степан Манукян
- Режисери — Павло Фолян, Степан Манукян
- Оператори — Олександр Станке, Михайло Балухтін
- Художник — Михайло Арутчян
- Головний адміністратор — Х. Абрамян